# Kretoszczur olbrzymi
Kretoszczur olbrzymi (Bathyergus suillus) – gatunek średniej wielkości gryzonia z rodziny kretoszczurowatych (Bathyergidae) występujący na południu Afryki – w Południowej Afryce, w Prowincji Przylądkowej Zachodniej od Knysna do Lamberts Bay. Typowa lokalizacja: Przylądek Dobrej Nadziei. Wiedzie samotniczy, podziemny tryb życia. Międzynarodowa Unia Ochrony Przyrody (IUCN) wymienia Bathyergus suillus w Czerwonej księdze gatunków zagrożonych jako gatunek najmniejszej troski (LC – least concern).

## Taksonomia
Gatunek po raz pierwszy zgodnie z zasadami nazewnictwa binominalnego opisał w 1782 roku niemiecki przyrodnik Johann Christian Daniel von Schreber nadając mu nazwę Mus suillus. Holotyp pochodził z Przylądka Dobrej Nadziei, w Południowej Afryce.
Analiza genetyczna z 2014 roku sugeruje, że do B. suillus należą dwa nieopisane gatunki. Autorzy Illustrated Checklist of the Mammals of the World uznają ten gatunek za monotypowy.

### Etymologia
- Bathyergus: gr. βαθυεργεω bathuergeō „pracować głęboko”[12].
- suillus: łac. suillus „świński”, od sus, suis „świnia”[13].

## Kariotyp
Garnitur chromosomowy kretoszczura olbrzymiego tworzy 28 par (2n=56) chromosomów; FN=102.

## Morfologia
Kretoszczur olbrzymi jest gryzoniem o średniej wielkości i cylindrycznej budowie ciała. Gruba sierść jest w części grzbietowej wybarwiona na kolor cynamonowobrązowy. Włosy są ciemniejsze u nasady, a brązowe na końcach. W części brzusznej sierść jest szarawa. Ogon jest krótki. Głowa duża, z charakterystycznymi jasnymi obwódkami wokół małych oczu. Kończyny są krótkie, stopy różowe. Przednie łapy zakończone są długimi pazurami. Siekacze są długie, wystające z pyska. W konsekwencji przystosowania gatunku do życia pod powierzchnią ziemi B. suillus ma zredukowane oczy.
| Część ciała   | wymiar (samce)                | wymiar (samice) |
| ------------- | ----------------------------- | --------------- |
| tułów z głową | 267,9–353,7 mm                | 279,9–329,9 mm  |
| ogon          | 30,7–41,9 mm                  | 28,3–39,3 mm    |
| masa ciała    | 570–1300 g (max nawet 2000 g) | 580–960 g       |

## Tryb życia
Kretoszczury olbrzymie wiodą samotniczy i terytorialny tryb życia. Bronią swojego terytorium (obejmującego zwykle 0,14–0,35 ha, ze średnią 0,27 ha) przed członkami swojego gatunku i bywają w tym działaniu agresywne. Za pomocą mocnych pazurów przednich łap zwierzęta kopią nory.

## Rozród
Gody kretoszczurów olbrzymich przypadają w porze deszczowej w lipcu-październiku. Podczas zalotów zwierzęta tupią łapami o ziemię. Po ciąży trwającej 50–60 dni samica rodzi 1–6 młodych (ze średnią 3,3).

## Rozmieszczenie geograficzne
Kretoszczur olbrzymi występuje na południu Afryki – w Południowej Afryce, w Prowincji Przylądkowej Zachodniej od Knysna do Lamberts Bay. Typowa lokalizacja: Przylądek Dobrej Nadziei. Gatunek zazwyczaj występuje na terenach położonych poniżej 300 m n.p.m.

## Ekologia
Kretoszczur olbrzymi jest roślinożercą. 80% diety stanowią trawy, geofity oraz inne rośliny naziemne i podziemne. Zwierzęta nie piją stojącej wody, ale całe zapotrzebowanie na wodę zaspokajają ze zjadanych części roślin.

### Siedlisko
Piaszczyste gleby na sawannach i łąkach o umiarkowanym lub dobrze zrównoważonym zaopatrzeniu w wilgoć. Drążone nory mogą osiągać 50–420 m długości.

## Ochrona
Międzynarodowa Unia Ochrony Przyrody (IUCN) wymienia Bathyergus suillus w Czerwonej księdze gatunków zagrożonych jako gatunek najmniejszej troski (LC – least concern).